# Kiel Wik / Bunkeranlage
Kiel Wik / Bunkeranlage este o arie protejată (arie specială de conservare — SAC, sit de importanță comunitară — SCI) din Germania întinsă pe o suprafață de 0,2 ha, integral pe uscat.

## Localizare
Centrul sitului Kiel Wik / Bunkeranlage este situat la coordonatele 54°22′06″N 10°07′33″E / 54.3683°N 10.1258°E.

## Înființare
Situl Kiel Wik / Bunkeranlage a fost declarat sit de importanță comunitară în septembrie 2004 pentru a proteja 1 specie de animale. Situl a fost protejat și ca arie specială de conservare în ianuarie 2010.

## Biodiversitate
Situată în ecoregiunea continentală, aria protejată nu include niciun habitat protejat.
La baza desemnării sitului se află o specie protejată de  mamifere: liliac de iaz (Myotis dasycneme)
Pe lângă speciile protejate, pe teritoriul sitului au mai fost identificate 3 specii de mamifere.